# Rex nemorensis

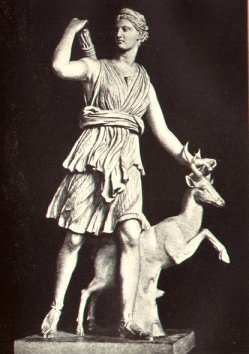
Représentation de Diane, datant de l'empire romain (Ier ou IIè siècle de notre ère).

Le Rex Nemorensis (littéralement en latin : Roi de Némi) est un titre donné par les Romains à celui qui est censé tenir le sacerdoce de Diane Aricina, dans les bois sacrés de Némi, près d'Aricia.

## Origine
Dans la période reculée de l'époque primitive, le Rex Nemorensis, qui porte une épiclèse de Diane, celle qui assimilée à la déesse grecque Artémis de Tauride appréciait les sacrifices humains, « règne » sur le sanctuaire de la déesse. Sa succession s'effectue par la provocation en duel du détenteur par le prétendant au titre. Celui qui assommait (ou tuait) l'autre avec une branche cueillie sur un arbre particulier du lucus recevait alors le titre. Il est probable que la brutalité de l'épreuve a pu provoquer sa désertion si bien que progressivement, les détenteurs du titre ne sont plus des officiants mais des esclaves prêts à risquer leur vie pour leur propre sauvegarde. Le sacerdoce serait alors revenu à des prêtres extérieurs, comme les pontifes romains, qui viennent accomplir les cérémonies. L'empereur Caligula aurait obtenu le titre de Rex Nemorensis selon Suétone.

### Sources antiques
- Suétone, Vie des douze césars, Caligula, livre XXXV
- Ovide, Fastes, livre III

### Ouvrages contemporains
- Jean Bayet, Histoire politique et psychologique de la religion romaine, Paris, Payot, 1956, 2e éd., 312 p. (ISBN 2-228-32810-3)
- Georges Dumézil, La religion romaine archaïque : avec un appendice sur la religion des Etrusques, Paris, Payot, 1974, 2e éd., 700 p. (ISBN 978-2-228-89297-1)
- (en) C. M. C. Green, Roman Religion and the Cult of Diana at Aricia, Cambridge, Cambridge University Press, 2007, 347 p. (ISBN 978-0-521-85158-9, lire en ligne), chap. 7 (« The Necessary Murderer »), p. 147-184

### Articles
- Françoise-Hélène Massa-Pairault, « Diana Nemorensis, déesse latine, déesse hellénisée », Mélanges d'archéologie et d'histoire, t. 81,‎ 1969, p. 425-471 (lire en ligne)
- (en) Andrew Alföldi, « Diana Nemorensis », American Journal of Archaeology, vol. 64, no 2,‎ avril 1960, p. 137-144
- (en) Frank Granger, « A Portrait of the Rex Nemorensis », The Classical Review, vol. 21, no 7,‎ novembre 1907, p. 194-197
- (en) C. M. C. Green, « The Necessary Murder: Myth, Ritual, and Civil War in Lucan, Book 3 », Classical Antiquity, vol. 13, no 2,‎ octobre 1994, p. 203-233
- (en) C. M. C. Green, « The Slayer and the King: "Rex Nemorensis" and the Sanctuary of Diana », Arion, Third Series, vol. 7, no 3,‎ 2000, p. 24-63
- (en) C. Bennett Pascal, « Rex Nemorensis », Numen, vol. 23,‎ 1976, p. 23-39
- (en) Edward L. White, « The Rex Nemorensis », The Classical Weekly, vol. 12, no 9,‎ décembre 1918, p. 68-69